# Caculama
Caculama é uma cidade e município da província de Malanje, em Angola.
Tem 2 981 km² e cerca de 27 mil habitantes. É limitado a norte pelo município de Quela, a leste pelo município da Xandel, a sul pelos municípios de Cambundi-Catembo e Cangandala, e a oeste pelo município de Muquixe.
O município é constituído pela comuna-sede, correspondente à cidade de Caculama (anteriormente Mucari), e pela comuna de Caxinga. Até setembro de 2024 seu território continha as comunas de Caxinga e Muquixe.
É na vila de Xissa, neste município, que está a tumba de Zé do Telhado, um famoso bandido da região.